# Lizaine
La Lizaine (ou la Luzine) est une rivière française des départements du Territoire de Belfort, du Doubs et de la Haute-Saône, et un affluent de l'Allan, donc un sous-affluent du Rhône par le Doubs et la Saône.

## Géographie
La Lizaine parcourt 30,92 km sur les départements du Territoire de Belfort, de la Haute-Saône et du Doubs. Elle prend sa source dans le petit massif du Chérimont au sud de Ronchamp sous le nom du ruisseau des Noirandes ; elle prendra le nom de "la Lizaine" après sa traversée de la commune de Frahier, et elle s'appelle le Savoyard sur cette partie haute, celle issue de la commune d’Évette-Salbert (90).
Elle se jette dans l'Allan à Montbéliard (25200) après avoir été canalisée sous terre pour traverser la ville et ce jusqu'à son embouchure.
La Lizaine compte 412 étangs sur son bassin versant.
Bassin Versant : environ 100 km2  - 94 km2  Héricourt
Départements traversés
Territoire de Belfort sur 0,850 km, Haute-Saône sur 26,850 km, Doubs sur 5,280 km.
Frontière départementale
Entre la Haute-Saône et le Doubs sur 180 m au niveau de Bussurel.

## Communes traversées
- dans le sens amont vers aval : Évette-Salbert, Errevet, Frahier-et-Chatebier, Échavanne, Chenebier, Chagey, Luze, Couthenans, Héricourt, Bussurel, Bethoncourt, Montbéliard[4]

## Histoire
Du XVIe siècle au XVIIe siècle, le bois de la forêt du Chérimont était exploité et transporté par flottage sur la Lizaine.
Un club de football porte également son nom (Haute-Lizaine du Pays d'Héricourt)
Une bataille qui s’est déroulée le 18 janvier 1871 porte le nom de la rivière.